# Grasschaar

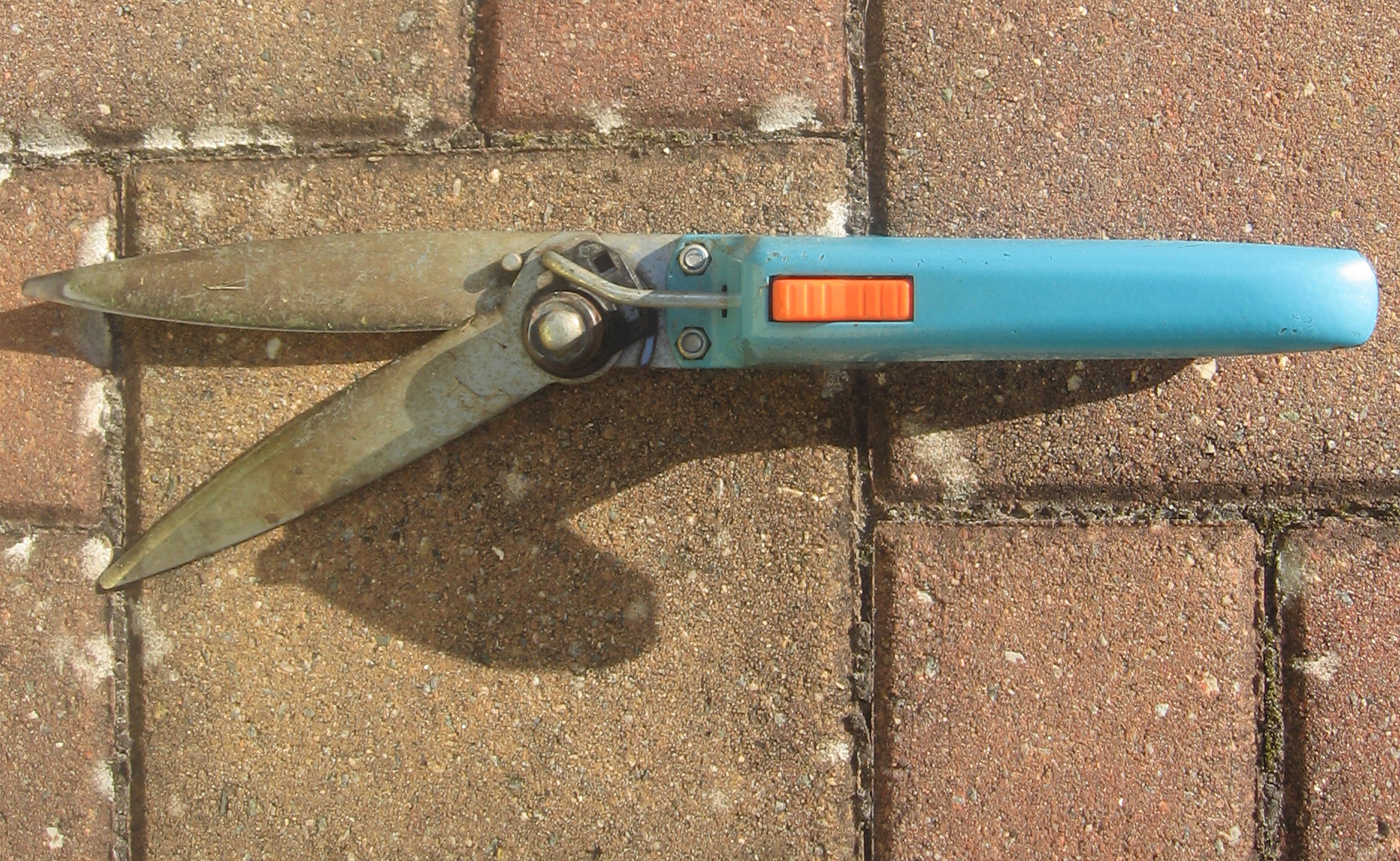
Grasschaar

Een grasschaar is een tuingereedschap om het gras van een gazon te knippen. Meestal betreft het de kanten van het gazon.
De schaar heeft een verzet, waardoor de scharen dwars knippen, en een stukje lager dan de hand, waardoor vlak boven het gras geknipt kan worden.